# Jeff Batters
Jeffrey William Batters (* 23. Oktober 1970 in Victoria, British Columbia; † 23. August 1996 nahe Banff, Alberta) war ein kanadischer Eishockeyspieler, der im Verlauf seiner aktiven Karriere zwischen 1988 und 1996 unter anderem 16 Spiele für die St. Louis Blues in der National Hockey League auf der Position des Verteidigers bestritten hat. Hauptsächlich spielte Batters, der im Alter von 25 Jahren an den Folgen eines Verkehrsunfalls starb, jedoch in der International Hockey League.

## Karriere
Batters verbrachte einen Teil seiner Juniorenkarriere bis 1988 bei den Notre Dame Hounds in der Saskatchewan Junior Hockey League, mit denen er sowohl den Credential Cup der SJHL als auch den Centennial Cup der Canadian Junior Hockey League gewann. In der Mannschaft spielten zur damaligen Zeit auch Rod Brind’Amour, Scott Pellerin und Dwayne Norris. Von den Hounds zog es den Verteidiger im Sommer 1988 an die University of Alaska Anchorage, für die er die folgenden vier Jahre parallel zu seinem Studium für die Universitätsmannschaft als conference-unabhängiges Team am Spielbetrieb der National Collegiate Athletic Association teilnahm.
Während seiner Zeit an der Universität war Batters im NHL Entry Draft 1989 in der siebten Runde an 135. Stelle von den St. Louis Blues aus der National Hockey League ausgewählt worden, die ihn schließlich im Sommer 1992 in ihr damaliges Farmteam, die Peoria Rivermen, aus der International Hockey League holten. Der Abwehrspieler verbrachte die folgenden drei Jahre im Team Peorias, konnte sich mit seinen dort gezeigten Leistungen aber auch für den NHL-Kader der Blues empfehlen, sodass er zwischen 1993 und 1995 zu 16 Einsätzen für St. Louis kam. Nachdem sein Vertrag am Ende der Saison 1994/95 ausgelaufen war, wechselte der Kanadier als Free Agent im September 1995 zu den San Jose Sharks. Die Sharks setzten Batters ebenfalls in der IHL ein, wo er bei deren Farmteam Kansas City Blades auflief. Mit 34 Scorerpunkten verbesserte er seine bisherige Bestmarke im Saisonverlauf damit deutlich und erhielt sogar eine Einladung der kanadischen Nationalmannschaft, um an der Weltmeisterschaft 1996 in Österreich teilzunehmen.
Im August 1996 – während der Sommerpause der NHL – war Batters in der Nähe von Banff in der Provinz Alberta in einen Verkehrsunfall verwickelt, als er dort bei einem Jugendcamp für Eishockeyspieler tätig war. Er verstarb im Alter von 25 Jahren an den Folgen des Unfalls.

## Erfolge und Auszeichnungen
- 1988 Credential-Cup-Gewinn mit den Notre Dame Hounds
- 1988 Centennial-Cup-Gewinn mit den Notre Dame Hounds

## Karrierestatistik
(Legende zur Spielerstatistik: Sp oder GP = absolvierte Spiele; T oder G = erzielte Tore; V oder A = erzielte Assists; Pkt oder Pts = erzielte Scorerpunkte; SM oder PIM = erhaltene Strafminuten; +/− = Plus/Minus-Bilanz; PP = erzielte Überzahltore; SH = erzielte Unterzahltore; GW = erzielte Siegtore; 1 Play-downs/Relegation; Kursiv: Statistik nicht vollständig)